# Theodore Kosloff
Theodore Kosloff o Theodor Kosloff, pseudonimo di Fëdor Michajlovič Koslov (in russo Фёдор Михайлович Кослов?; Mosca, 22 gennaio 1882 – Los Angeles, 22 novembre 1956), è stato un danzatore, attore e coreografo russo naturalizzato statunitense.

## Biografia
Nato Fyodor Mikhailovich Koslov a Mosca nel 1882, Kosloff iniziò la sua carriera di ballerino professionista al Teatro Imperiale di Mosca. Nel 1909, entrò a far parte dei balletti russi di Djagilev, compagnia con la quale andò in tournée all'estero. Intrecciò una tumultuosa relazione con una danzatrice della compagnia, la talentuosa Natacha Rambova, un'americana che, in seguito, sarebbe diventata un'apprezzata scenografa e costumista oltre a diventare la seconda moglie di Rodolfo Valentino.
Dopo il suo arrivo negli Stati Uniti, Kosloff conobbe il potente regista e produttore Cecil B. DeMille, presentatogli dall'attrice e sceneggiatrice Jeanie MacPherson. La nipote del regista, Agnes de Mille, grande appassionata di danza (sarebbe in seguito diventata un'affermata danzatrice e coreografa), convinse lo zio a far firmare un contratto a Kosloff. DeMille fu molto colpito dal giovane danzatore dalla nera capigliatura e gli affidò il ruolo di attore nei suoi film. La prima interpretazione di Kosloff fu in The Woman God Forgot (in italiano, L'ultima dei Montezuma), dove si trovò a lavorare a fianco di un celebre soprano imprestato al cinema, la popolare cantante lirica Geraldine Farrar e di un divo del cinema come Wallace Reid.

## Filmografia
La filmografia (secondo IMDb) è completa.

### Attore
- L'ultima dei Montezuma (The Woman God Forgot), regia di Cecil B. DeMille (1917)
- The Tree of Knowledge, regia di William C. de Mille (1920)
- Perché cambiate moglie? (Why Change Your Wife?), regia di Cecil B. DeMille (1920)
- The City of Masks, regia di Thomas N. Heffron (1920)
- The Prince Chap, regia di William C. de Mille (1920)
- Something to Think About, regia di Cecil B. DeMille (1920)
- Il frutto proibito (Forbidden Fruit), regia di Cecil B. DeMille (1921)
- Fragilità, sei femmina! (The Affairs of Anatol), regia di Cecil B. DeMille (non accreditato)
- Paradiso folle (Fool's Paradise), regia di Cecil B. DeMille (1921)
- The Lane That Had No Turning, regia di Victor Fleming (1922)
- The Green Temptation, regia di William Desmond Taylor (1922)
- The Dictator, regia di James Cruze (1922)
- Il favorito del re (To Have and to Hold), regia di George Fitzmaurice (1922)
- Il minareto in fiamme (Law of the Lawless), regia di Victor Fleming (1923)
- Children of Jazz, regia di Jerome Storm (1923)
- Adam's Rib, regia di Cecil B. DeMille (1923)
- Don't Call It Love, regia di William C. de Mille (1923)
- Hollywood, regia di James Cruze (1923)
- Il trionfo (Triumph), regia di Cecil B. DeMille (1924)
- Anime nel turbine (Feet of Clay), regia di Cecil B. DeMille (1924)
- Il letto d'oro (The Golden Bed), regia di Cecil B. DeMille (1925)
- New Lives for Old, regia di Clarence G. Badger (1925)
- Beggar on Horseback, regia di James Cruze (1925)
- Il barcaiuolo del Volga (The Volga Boatman), regia di Cecil B. DeMille (1926)
- The Little Adventuress, regia di William C. de Mille (1927)
- Il re dei re (The King of Kings), regia di Cecil B. DeMille (1927)
- Woman Wise, regia di Albert Ray (1928)
- Madame Satan (Madam Satan), regia di Cecil B. DeMille (1930)
- Palcoscenico (Stage Door), regia di Gregory La Cava (1937)

### Danze e coreografie
- La corsa al piacere (Manslaughter), regia di Cecil B. DeMille - coreografo (1922)
- The Golden Bed, regia di Cecil B. DeMille - coreografo (1925)
- Sunny , regia di William A. Seiter - (dance ensembles) (1930)
- The Raven, regia di Lew Landers - (dance arranger) (1935)
- Sansone e Dalila (Samson and Delilah), regia di Cecil B. DeMille - coreografo (1949)

### Apparizioni di Kosloff in film e documentari
- Hollywood, regia di James Cruze (1923)

## Spettacoli teatrali
- The Passing Show of 1912 - coreografie per il balletto (22 luglio 1912 - 16 novembre 1912)
- The Passing Show of 1915 - ballerino e coreografie per il balletto (29 maggio 1915 - 2 ottobre 1915)
- Hands Up - coreografia (22 luglio 1915 - 3 settembre 1915)
- A World of Pleasure - ballerino e coreografia (14 ottobre 1915 - 22 gennaio 1916)
- See America First - coreografia (28 marzo 1916 - 8 aprile 1916)
- The Awakening - performer (1º ottobre 1918 - ottobre 1918)